# Gallikanischer Ritus
Als gallikanischer Ritus oder gallikanische Liturgie wird eine Form der Liturgie bezeichnet, die vorwiegend in Gallien bis zur Zeit von Pippin III. üblich und verbreitet war.

## Liturgische Form
Der gallikanische Ritus zeigt deutliche Formunterschiede zur stadtrömischen Liturgie, wie sie ab dem 9. Jahrhundert bis zum Zweiten Vatikanischen Konzil in der gesamten westlichen Kirche prägend für die heilige Messe wurde. Unter den erhalten gebliebenen Messbüchern überwiegt bei vielen ein weitschweifiger Gebetsstil, während andere eher knapp gehalten sind. Die gottesdienstliche Struktur unterscheidet sich jedoch deutlich von der römischen, wobei sie Ähnlichkeiten mit dem mozarabischen, keltischen und auch dem ambrosianischen Ritus aufweist.
Im Einzelnen gibt es folgende Unterschiede:
- Messe
  - Das Trishagion wurde vor dem dreifachen Kyrie gesungen, außerdem vor und nach dem Evangelium
  - Das Benedictus folgte dem Kyrie, und das Benedicite (Gesang aus Dan 3 EU) wurde nach der alttestamentlichen Lesung gesungen
  - Die Diptychen und der Friedenskuss erfolgten vor dem Hochgebet
  - Das Hochgebet selbst wechselte – bis auf die Einsetzungsworte – nach dem Kirchenjahr
  - Auf das eigentliche Hochgebet folgte ein Gebet post pridies, das mitunter eine Art Epiklese darstellte
  - Die Brotbrechung, die von einer eigenen Antiphon begleitet wurde, fand vor dem Vaterunser statt
  - Der bischöfliche Segen wurde unmittelbar im Anschluss an das Vaterunser erteilt[2]
  - Ein trinitarischer Hymnus, Trecanum genannt, wurde während der Kommunion gesungen

- Taufritus
  - Das Glaubensbekenntnis erfolgte vor der eigentlichen Taufe
  - Im Anschluss an die Taufe fand eine Fußwaschung statt

## Geschichte
Der Zeitpunkt, ab dem der gallikanische Ritus im Frankenreich üblich wurde, wird von Forschern sehr unterschiedlich zwischen dem zweiten und dem fünften Jahrhundert angesetzt. Ebenso sind die Gründe dafür, warum die kirchlichen Gebräuche in Gallien, Norditalien, Spanien und den Britischen Inseln von denen Roms abwichen, nicht bekannt.

### Herkunftsfrage
Über die Herkunft der nicht-römischen Liturgieformen des Westens – hierzu zählen neben dem gallikanischen u. a. der ambrosianische, mozarabische und keltische Ritus – gibt es mehrere Theorien.
Ein älterer Erklärungsversuch führt alle diese Liturgieformen auf einen apostolischen Ursprung in Ephesus zurück. Von Lyon aus sollen diese Ansätze sich durch das Wirken des Irenäus nach Westen in Gallien, Spanien und Norditalien verbreitet haben. Hiergegen wurde jedoch von Louis Duchesne eingewendet, dass der gallikanische Ritus eine im 2. Jahrhundert undenkbare Differenzierung und Bindung an den Kalender vorausgesetzt hätte.
Der zweite Ansatz, der von Paul Cagin vertreten wurde, geht davon aus, dass die nicht-römischen Formen allesamt „Frühformen“ des stadtrömischen Ritus darstellen. Jedoch beruht dies auf der unbewiesenen Annahme, dass Papst Damasus I. als Redaktor des römischen Ritus zu gelten habe.
Die dritte weit verbreitete Ansicht, der sich u. a. Duchesne anschloss, nimmt an, dass alle nicht-römischen Liturgien ihren Ursprung in Mailand haben, das an der Wende vom 4. zum 5. Jahrhundert sehr einflussreich war. Nachdem jedoch die Autorschaft des Ambrosius an der Schrift De sacramentis, in welcher der römische Kanon enthalten ist, nachgewiesen wurde, ist diese Ansicht nicht mehr aufrechtzuerhalten.
Als Viertes käme noch die Möglichkeit in Frage, dass die gallikanische Liturgie örtlich entstanden ist, und zwar aufgrund der Einführung wechselnder Gebete nach dem kirchlichen Kalender. Der früheste Nachweis hierfür ist die Bemerkung des Gennadius von Marseille über einen Priester namens Musaeus um das Jahr 450, von dem gesagt wird, dass er als erster Gebete und gottesdienstliche Lesungen nach den Festen ausgesucht haben soll und sie kurz darauf in einem umfangreichen Buch von „Messen“ (sacramentorum) zusammengefasst hätte, das in verschiedenen Abteilungen die „Proprien“ der „Gottesdienste und Jahreszeiten“ umfasst haben soll. Die Zusammenstellung solcher Messen war damals in Gallien und Spanien eine weit verbreitete literarische Tätigkeit, mit der auch Sidonius Apollinaris befasst war.

### Verbreitung
Die gallikanische Liturgie war im gesamten Frankenreich verbreitet, jedoch unterschieden sich die liturgischen Bräuche der einzelnen Diözesen zum Teil erheblich. Ihre größte Verbreitung erlebte die gallikanische Liturgie im 5. und 6. Jahrhundert. Ab der Mitte des 7. Jahrhunderts vermischte sie sich mehr und mehr mit der stadtrömischen Liturgie, die durch liturgische Bücher nach Gallien gekommen war. Pippin III. und dessen Sohn Karl der Große versuchten, den römischen Ritus als alleinigen durchzusetzen. Doch noch 835 musste Amalarius von Metz bei einem Besuch in Rom feststellen, dass die dortige Liturgie sich erheblich von der ihm vertrauten unterschied und dass das Missale francorum von 730 anscheinend eine Kompilation römischer und gallikanischer Riten darstellte.

### Nachwirkungen
Auf den Einfluss des gallikanischen Ritus wird der Gebrauch von Weihrauch in der westlichen Kirche zurückgeführt. Auch die Reihenfolge der Epistellesungen im Kirchenjahr, wie sie heute in der römischen, anglikanischen, lutherischen und altkatholischen Kirche üblich ist, kann auf den gallikanischen Ritus zurückgeführt werden.
Seit dem 17. Jahrhundert gab es Bestrebungen, die gallikanische Liturgie wiederzuerwecken, dies führte zu einigen „neo-gallikanischen“ Liturgieentwürfen.